# Zrušitev seraka na Marmoladi (2022)
3. julija 2022 se je zrušil serak na gori Marmolada v Dolomitih na meji med pokrajino Trento in Benečijo v Italiji. Devet ljudi je bilo ubitih, osem ranjenih, tri osebe pa so pogrešane. Obsežna zrušitev seraka je povzročila eno najhujših nesreč v Alpah v zadnjih desetletjih.

## Ozadje
Pred zrušitvijo je območje doživelo zgodnji vročinski val; zabeležili so nenormalne temperature okoli 10 °C. Zrušitev se je zgodila v bližini Punta Rocca na višini 3.309 m, na plezalni poti, ki jo uporabljajo gorniki za dostop do vrha.

## Zrušitev seraka
3. julija ob 13.45 je serak, ki se je odlomil zaradi visokih temperatur (10° C), sprožil ogromen plaz. Na višini 2800 metrov se je odlomil spodnji del ledenika. Odlomljen del je bil širok 80 metrov in visok približno 25 metrov. Odlomljena prostornina je bila ocenjena na 65.000 ± 10.000 kubičnih metrov. Ledene in skalne gmote so padle več sto metrov po severnem pobočju na pohodniško pot, ki je potekala spodaj do vrha in naprej tik do akumulacijskega jezera Fedaia, približno 1,5 kilometra stran. Pohodna pot je bila zaradi zgodnjega nedeljskega popoldneva zelo obiskana.
Gorski reševalci so dogodek opisali kot izjemen dogodek, ki ga ni mogoče primerjati z običajnim snežnim plazom. Po prvih domnevah so k nesreči botrovale izjemno visoke temperature v dneh pred nesrečo. Poleg tega je prejšnjo zimo padla podpovprečna količina padavin, tako da je ledenik ostal brez izolacijske plasti snega kot zaščite pred soncem in visokimi temperaturami. Reinhold Messner je nesrečo videl kot posledico podnebnih sprememb. V začetni oceni je glaciolog Georg Kaser prav tako domneval, da je stopljena voda prodrla v ledenik in se pod njim nabrala ter na koncu služila kot mazivo za ledene mase.
Reševalci so uporabili termalne drone za iskanje morebitnih preživelih kmalu po strmoglavljenju, preživele pa so s pobočja odpeljali s helikopterji.

## Žrtve
Šest ljudi je bilo najdenih mrtvih, osem pa je bilo poškodovanih. Sedmo osebo so našli mrtvo dan pozneje. Tri dni po zrušitvi so našli še dve mrtvi osebi, tri pa so še vedno pogrešane.

## Posledice
Deželni guverner Benečije Luca Zaia je poročal, da je alpska reševalna enota delila številko za klic v sili, na katero so lahko ljudje poklicali in prijavili svoje bližnje kot pogrešane.
Dan po nesreči je italijanski premier Mario Draghi obiskal mesto Canazei, kjer je bil vzpostavljen operativni center reševalnih sil. Predsednik Sergio Mattarella in drugi visoki politiki so izrazili sožalje, papež Frančišek pa se je odzval s pozivom, naj ob soočanju s podnebnimi spremembami »najdejo nove načine, ki se zavedajo človeštva in narave«.